# Basiliek van San Vitale (Ravenna)

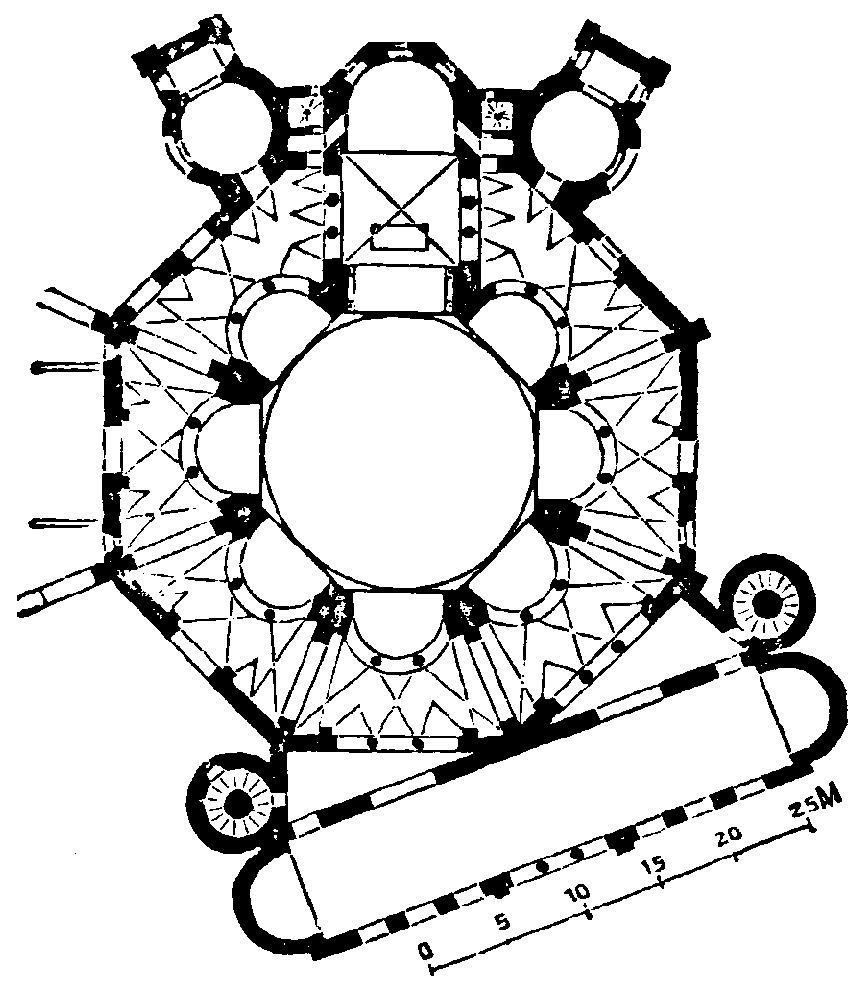
Plattegrond van de kerk. De achthoek is het oorspronkelijke ontwerp terwijl het langwerpige deel rechtsonder een 16e-eeuwse uitbreiding is.

De basiliek van San Vitale (Italiaans: Basilica di San Vitale) is een achthoekige basiliek in de Noord-Italiaanse stad Ravenna. Het gebouw werd opgetrokken tussen 526 en 547 en draagt de naam van een vroegchristelijke martelaar, waarschijnlijk Vitalis van Milaan. De San Vitale wordt beschouwd als een van de belangrijkste vertegenwoordigers van de Byzantijnse kunst en architectuur in West-Europa. Vooral de mozaïeken in de kerk zijn wereldberoemd. De basiliek staat, samen met zeven andere monumenten uit die periode, sinds 1996 op de Werelderfgoedlijst van UNESCO.
De bouw van de basiliek begon onder bisschop Ecclesius in 525 of 526, toen Ravenna nog de hoofdstad van de Ostrogoten was. Nadat het leger van de Byzantijnse keizer Justinianus onder generaal Belisarius Ravenna in 540 veroverd had, werd de San Vitale verder afgebouwd onder leiding van bisschop Maximianus van Ravenna. De kerk werd op 19 april 548 ingewijd door Maximianus.

## Architectuur
De kerk heeft de plattegrond van een achthoekige centraalbouw met daarop een koepel. Deze koepel heeft een doorsnede van 16 m en is alleen aan de binnenzijde zichtbaar. Aan de buitenzijde zit de koepel weggewerkt achter een achthoekige dakconstructie. Het kerkgebouw bevat zowel stijlelementen die in de Romeinse architectuur als in de Byzantijnse architectuur voorkomen. Voor de bouw van de basiliek is gebruikgemaakt van natuursteen en van baksteen. Het meest bekend is de kerk vanwege de mozaïeken, de grootste en best bewaarde buiten Constantinopel.
De externe steunberen met luchtbogen werden mogelijk in de 11e eeuw toegevoegd, toen de galerijen aan de binnenzijde van gewelven werden voorzien.
De bouw van de kerk werd gesponsord door de Griekse bankier Julius Argentarius die eerder ook de bouw van de Basilica van Sant' Apollinare in Classe mogelijk had gemaakt. De totale kosten bedroegen 26.000 solidi.
De San Vitale wordt beschouwd als voorbeeld voor de Akense paltskapel, nu een deel van de Dom van Aken. Aan het begin van de renaissance liet Filippo Brunelleschi zich door de kerk inspireren bij de bouw van de Dom van Florence.

## Mozaïeken
De mozaïeken in de kerk zijn uit dezelfde periode als het gebouw zelf.
De composities zijn samengesteld rond het centrale thema van het eucharistische offer voorgesteld in het Oude Testament. Op de laterale muren worden het offer van Abel en aartsvader Melchisedech en dat van Abraham en Isaak voorgesteld, terwijl de hoekpijlers bezet worden door de figuren van Mozes en de profeten. In het gewelf houden de engelen het Lam Gods in een medaillon omhoog. De evangelisten worden voorgesteld op de rechte pijlers van de booggewelven. In de holle schelp van het apsisgewelf zit een baardloze Christus op een wereldbol tussen twee engelen, reikt een kroon aan Sint-Vitalis en ontvangt hij de huldeblijken van de Kerk door de bisschop Ecclesius. Bustes van heiligen in medaillons, vliegende engelen die het kruis op een schild houden, rijke versierselen en ten slotte de merkwaardige votiefpanelen van de heersers vervolledigen dit ensemble. Links van de apsis draagt keizer Justinianus een fijne schaal, gevolgd door zijn hofdignitarissen en de geestelijken, terwijl rechts Theodora I, gevolgd door patriciërs, een versierde vaas draagt.
In deze evocatie van keizerlijke praal valt de attentie op, die de kunstenaar schonk aan de nauwkeurigheid van de portretten, vooral bij Justinianus, Theodora en bisschop Maximianus.

### Fotogalerij van mozaïeken

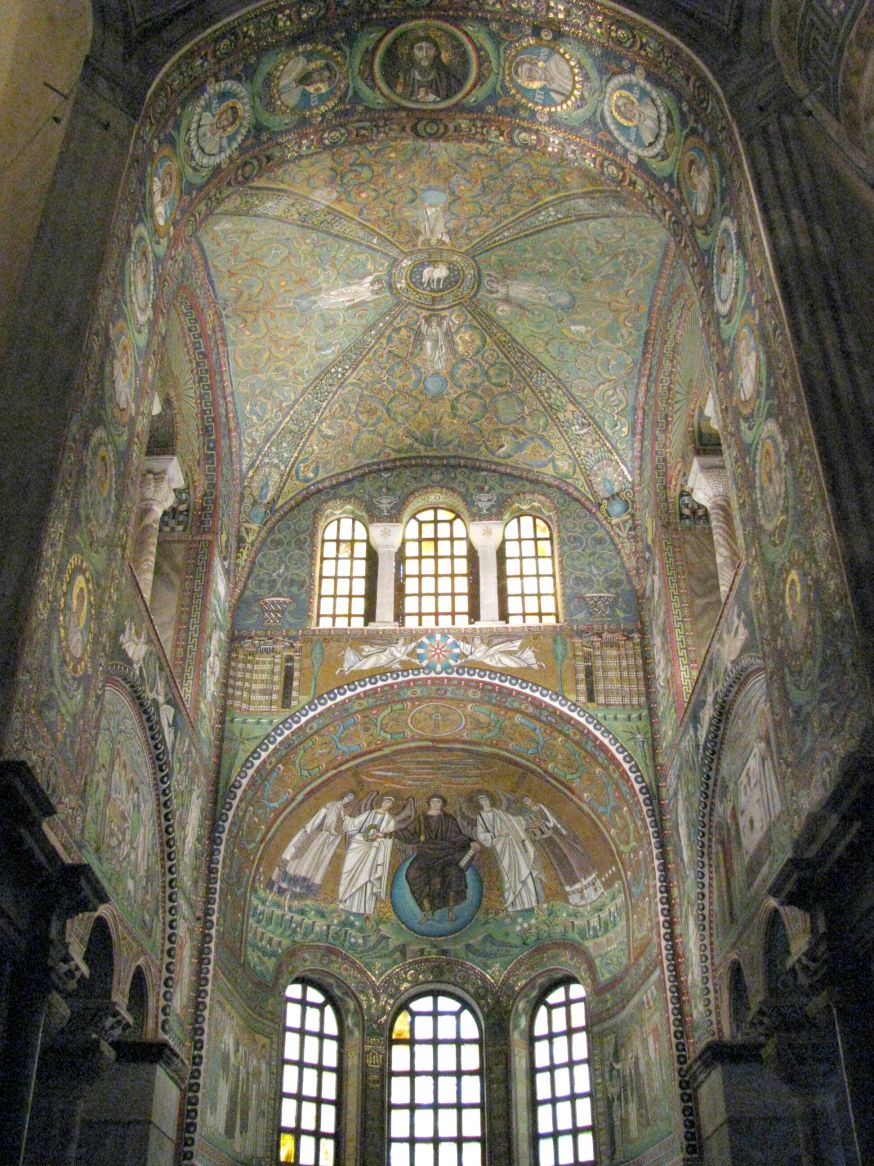
De apsis van de San Vitale en de plek waaronder het altaar staat.
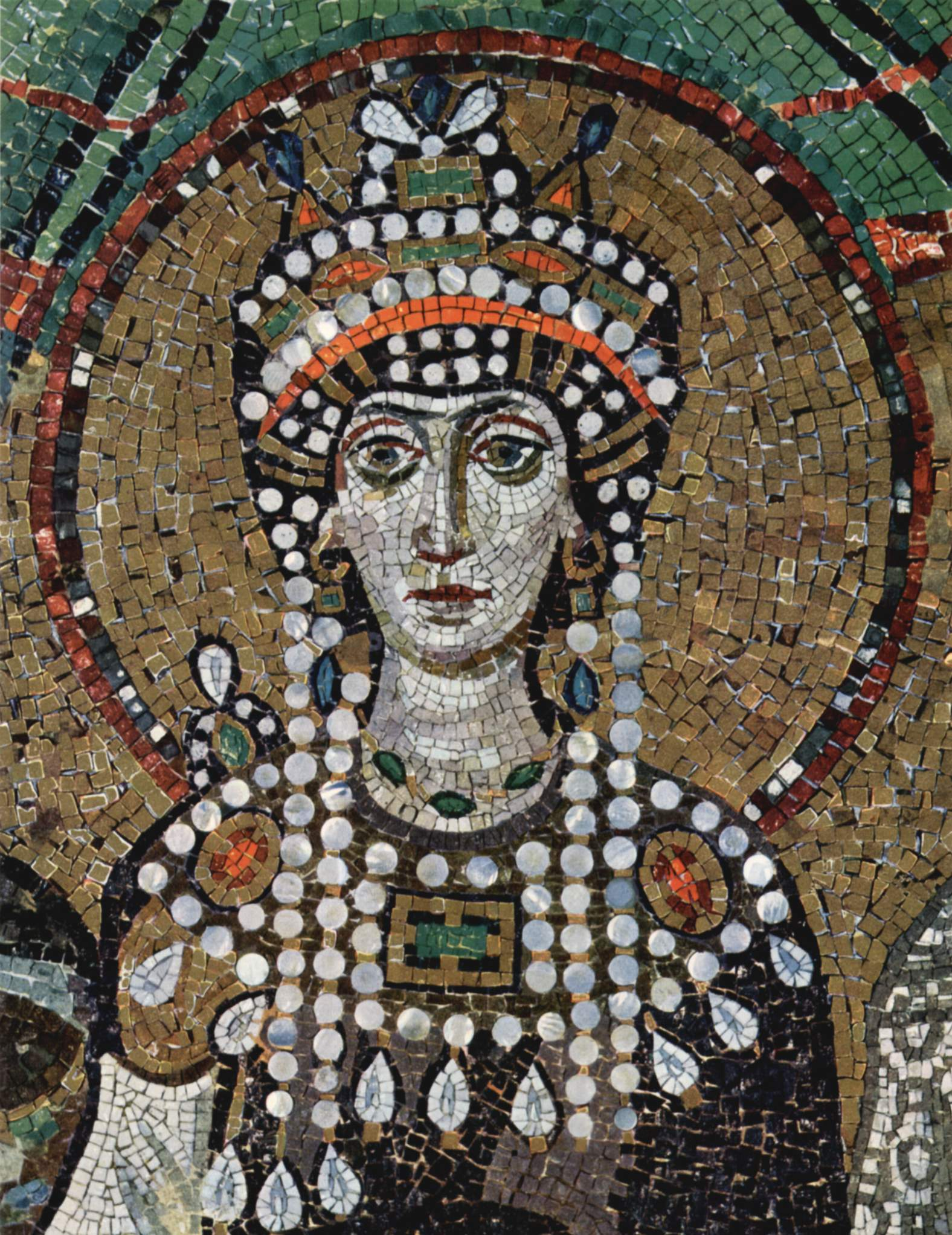
Keizerin Theodora
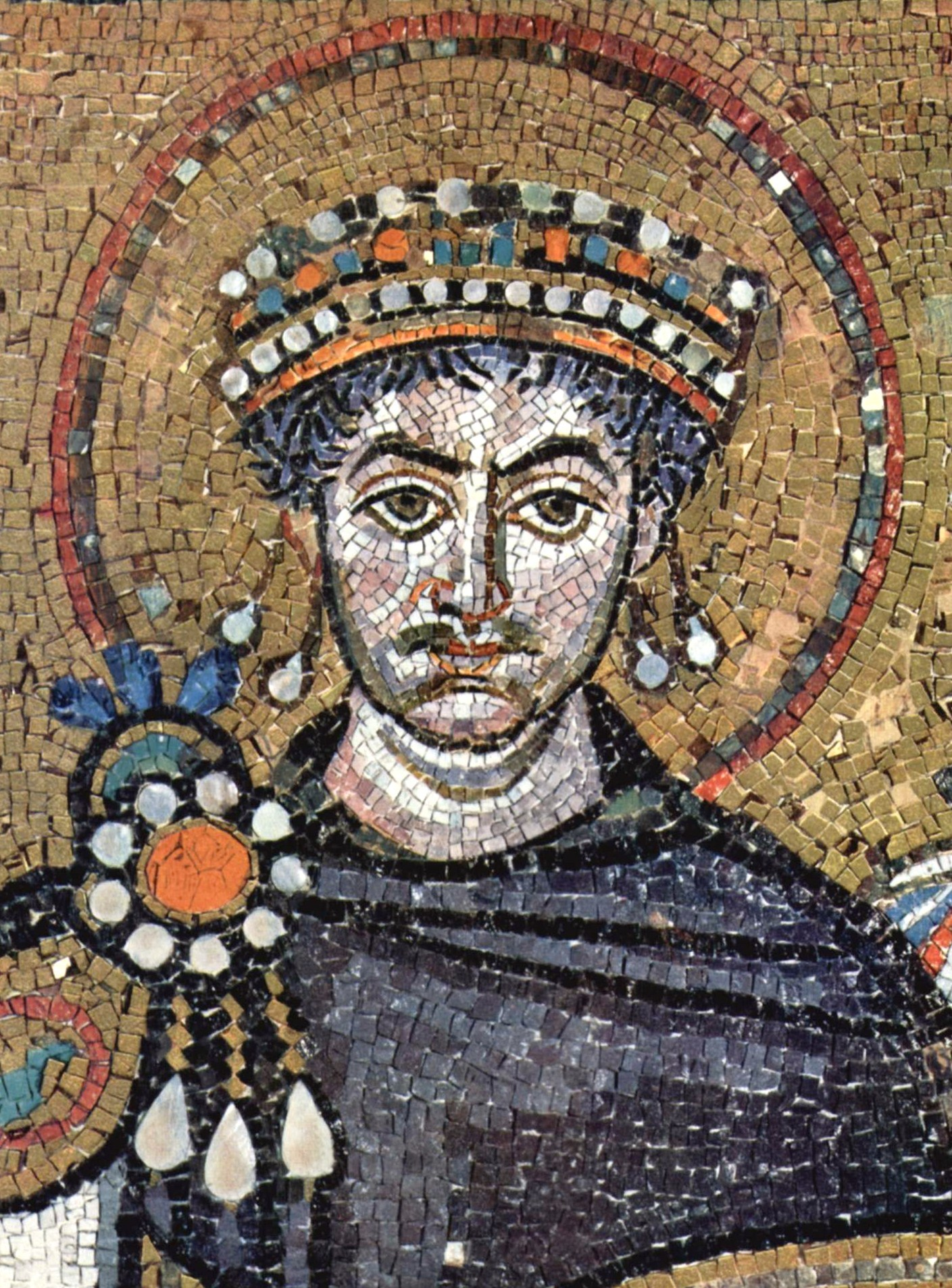
Keizer Justinianus
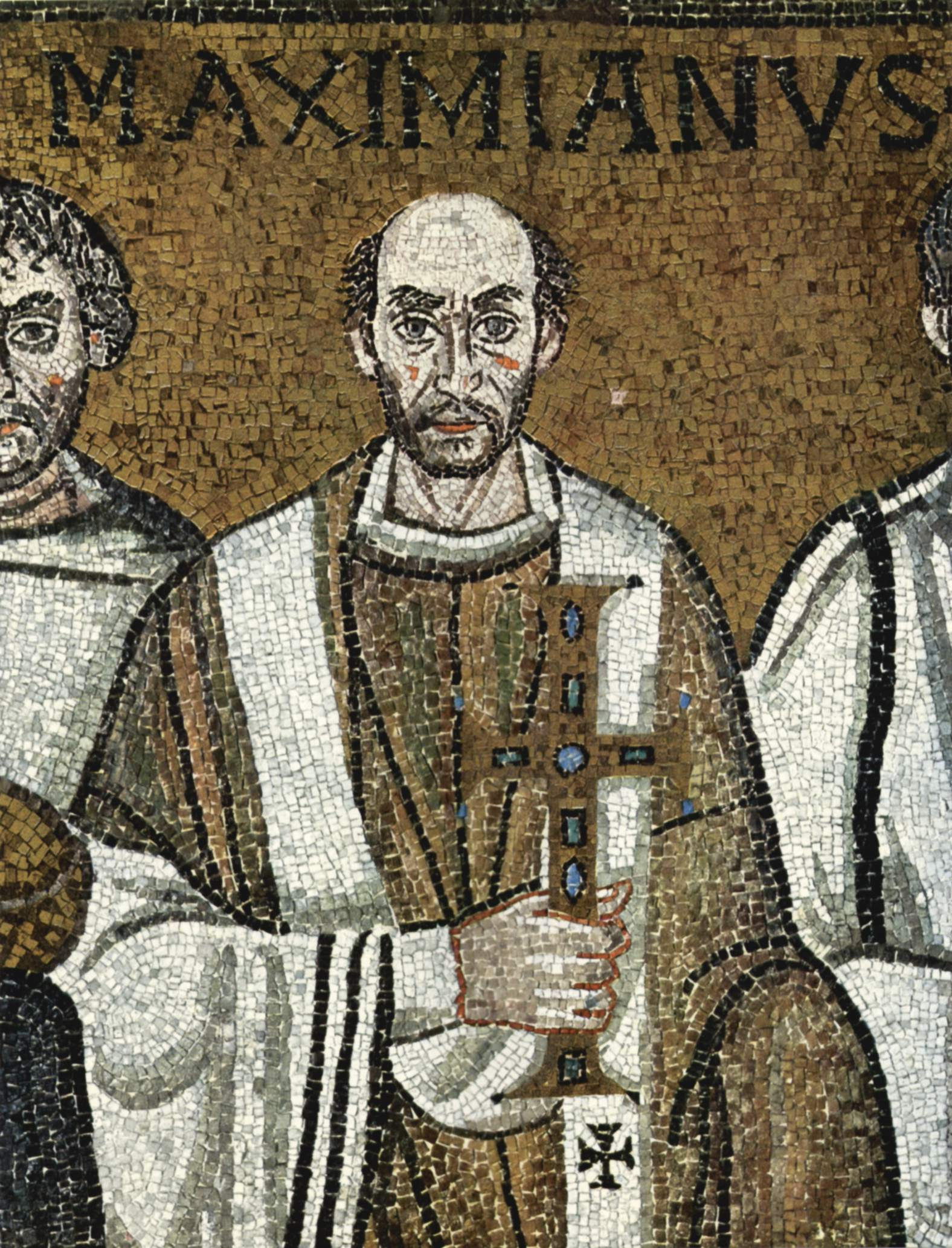
Bisschop Maximianus van Ravenna
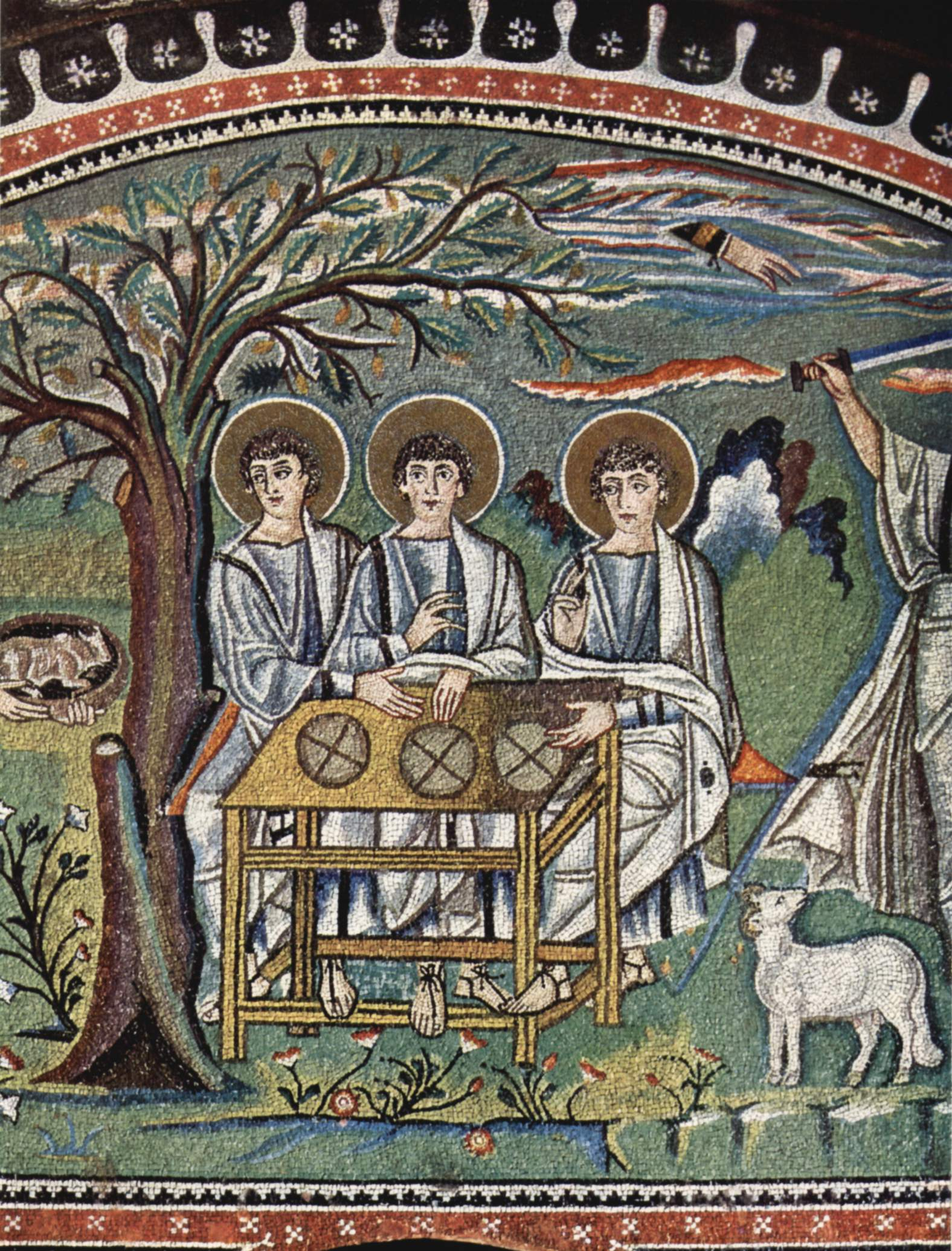
Bijbels verhaal van de drie pelgrims die eten ontvangen van Abraham
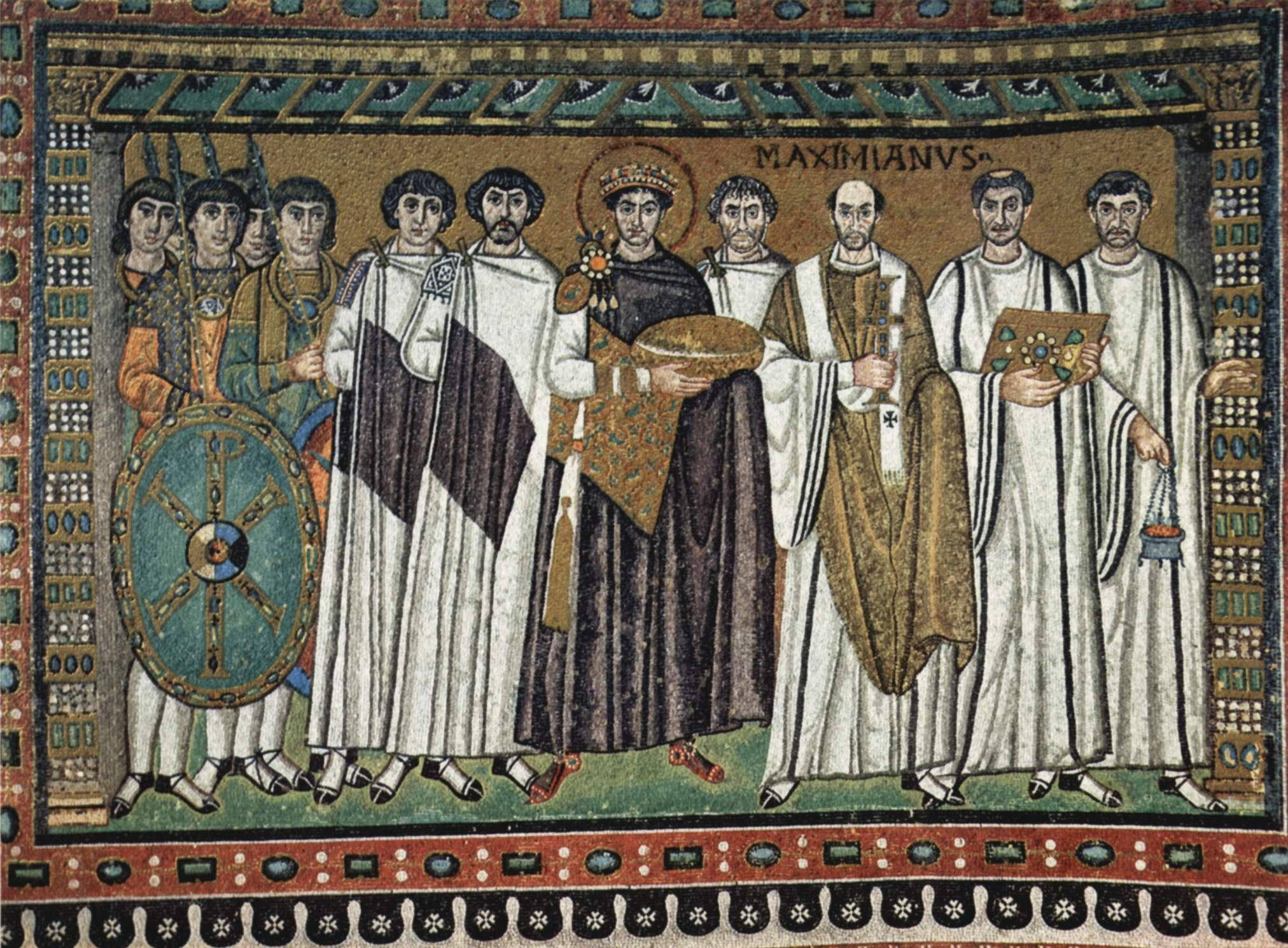
In het midden Justinianus, rechts van hem bisschop Maximianus van Ravenna en links Belisarius
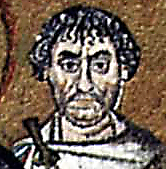
Anonieme persoon in het gevolg van de keizer, waarin sommigen Julius Argentarius, de financier van de kerk, willen zien, anderen Narses (generaal)
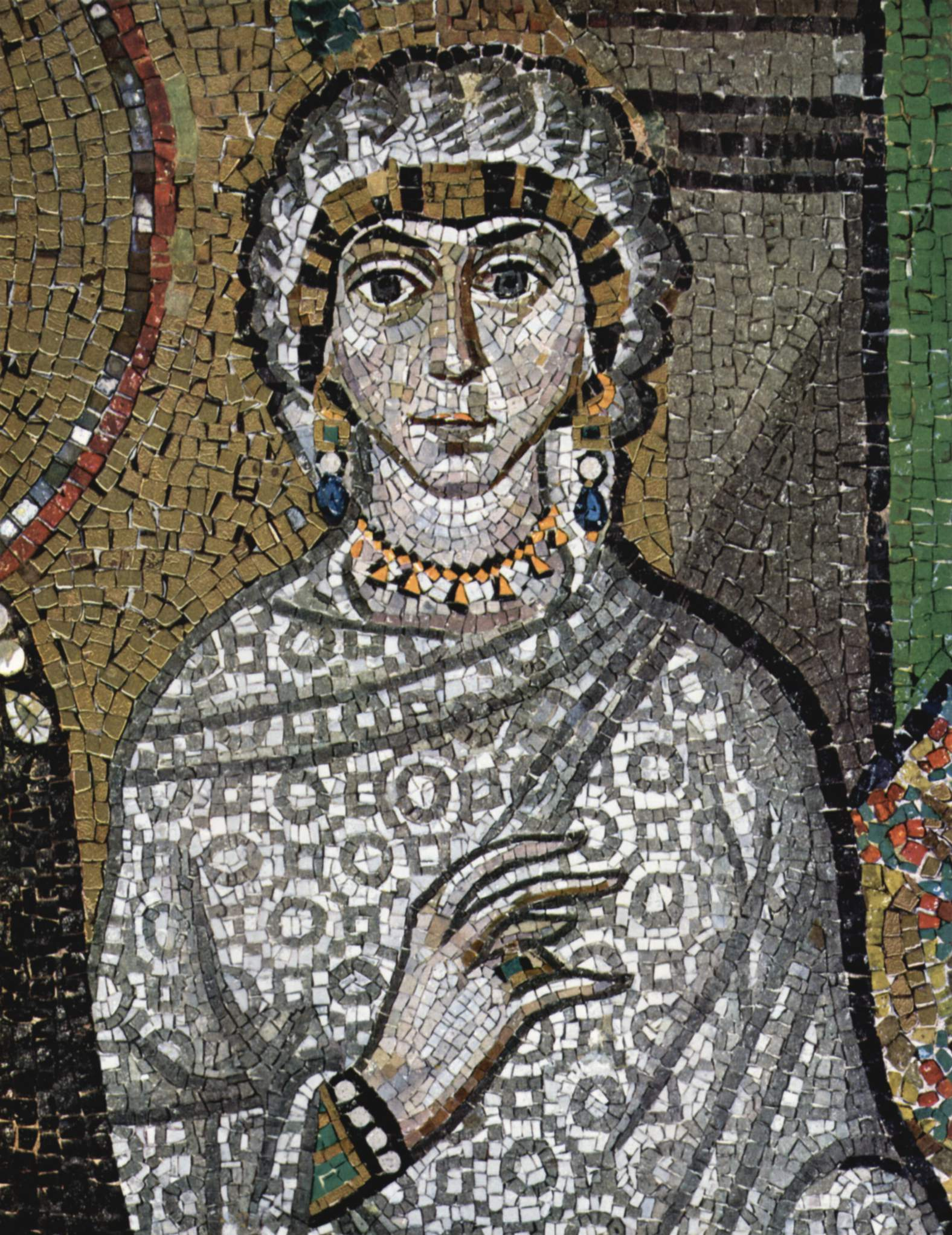
Hofdame